# Elephantorrhiza burkei
Elephantorrhiza burkei är en ärtväxtart som beskrevs av George Bentham. Elephantorrhiza burkei ingår i släktet Elephantorrhiza och familjen ärtväxter. Inga underarter finns listade i Catalogue of Life.